# Wilhelm II. (Athen)

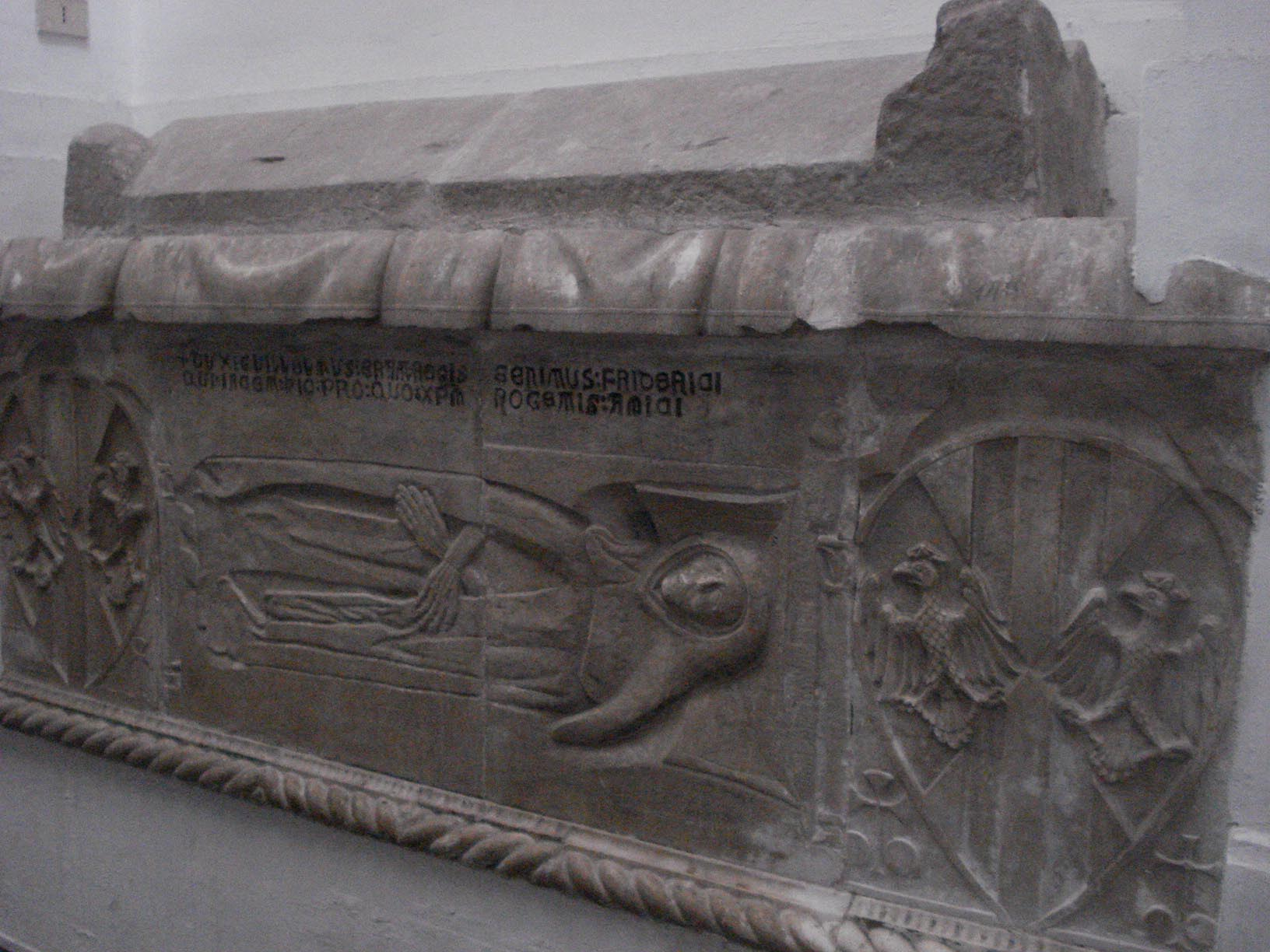
Grabmal Wilhelms II. in der Kathedrale von Palermo

Wilhelm II. von Sizilien (* 1312; † 22. August 1338) war Herzog von Athen und Neopatria. Er war ein Sohn von König Friedrich II. von Sizilien und der Eleonore von Anjou, einer Tochter von König Karl II. von Neapel.
Wilhelm folgte 1317 seinem älteren Bruder Manfred als Herzog von Athen. Aufgrund seiner Unmündigkeit regierte dort sein älterer Halbbruder Alfonso Fadrique als Vikar. Dieser gründete 1319 nach einem Eroberungszug in Thessalien das Herzogtum Neopatria, das mit dem von Athen vereint wurde. Wilhelm wurde 1335 zusammen mit seinem Halbbruder vom Papst exkommuniziert, da dieser die katalanisch-aragonesische Herrschaft in Athen nicht anerkannte.
Wilhelm starb, ohne sein Herzogtum je betreten zu haben, und wurde in Palermo bestattet. Gemäß seinem Testament folgte ihm sein jüngerer Bruder Johann.
Sein Grabmal befindet sich in der Kathedrale von Palermo neben dem des Staufers und römisch-deutschen Kaisers Friedrich II. Es zeigt die Liegefigur eines Mannes im Mönchshabit, gerahmt von zwei gleichen Wappenschilden, die jeweils das Wappen der Krone Aragón geviert mit dem schwäbischen Adler zeigen und trägt über der Liegefigur die Inschrift:

“Dux Guillelmus erat regis genitus Friderici, qui jacet hic, pro quo Christum rogetis amici”

„Herzog Wilhelm, des Königs Friedrichs Sohn, liegt hier; für ihn sollt ihr Christus bitten, Freunde.“